# Группа Бельтера
Группа Бельтера (нем. Belter-Gruppe) — подпольная организация демократической оппозиции, действовавшая в ГДР 1949—1950 годы. Состояла из студентов Лейпцигского университета. Распространяла листовки общедемократического и антикоммунистического содержания. Ликвидирована полицией и госбезопасностью ГДР. Название получила по имени лидера — студента Герберта Бельтера, казнённого в Москве.

## Контекст. Оппозиция в первые годы ГДР
Вторая половина 1940-х и начало 1950-х годов прошли в Восточной Германии под знаком интенсивной советизации. Советская военная администрация в Германии, руководство СЕПГ, а с осени 1949 власти ГДР проводили политику унификации, сходную с гляйхшальтунгом первых лет нацистской Германии. Партийная диктатура сталинистской СЕПГ (при формальной «многопартийности»), насаждение государственного монополизма в экономике, цензура и репрессии, сохранение некоторых нацистских концлагерей для нужд коммунистического режима — всё это вызывало массовые оппозиционные настроения.
Оппозиционность носила по большей части пассивный характер. Главной её формой была миграция в западные зоны оккупации, затем в ФРГ. Однако в ряде случаев возникали более активные формы сопротивления.
Это касалось, в частности, студенческой среды, где зрело недовольство принудительным зачислением в «восточногерманский комсомол» — Союз свободной немецкой молодёжи. Массовое, хотя подавленное возмущение вызвали ноябрьские события в Лейпциге 1948 года — арест студенческих активистов во главе с популярным председателем студенческого совета Лейпцигского университета Вольфгангом Натонеком.

## Организация. Состав, идеи, действия
В зимний семестр 1949/1950 студент Лейпцигского университета Герберт Бельтер (сторонник Натонека) создал с группой товарищей по учёбе нелегальную организацию. Членами Группы Бельтера являлись
- Герберт Бельтер
- Зигфрид Енкнер
- Вернер Гумпель
- Гельмут Мениль
- Ханс-Дитер Шарф
- Гюнтер Херман
- Отто Бахман
- Эрхард Беккер
- Петер Эберле
- Рольф Грюнбергер
- Карл Мерчик

Идеи и призывы организации носили общедемократический характер. Группа распространяла листовки, осуждавшие коммунистическую диктатуру и протестовавшие против политического произвола в преддверии первых выборов в Народную палату ГДР. Материалы передавались на РИАС — радиостанцию, работавшую в бывшем американском секторе оккупации на территории ФРГ.

## Аресты и суды. Казнь лидера и заключение активистов. Амнистия
В ночь на 5 октября 1950 года Герберт Бельтер и Гельмут Мениль были задержаны полицией при распространении листовок. В ходе обыска у Бельтера были обнаружены листовки, список членов организации, доказательства связей с ФРГ и Западным Берлином (западногерманские марки, переписка). Все члены группы, за исключением сумевшего бежать в ФРГ Мениля, были арестованы.
Госбезопасность ГДР передала арестованных советским военным властям. На закрытом процессе Герберт Бельтер открыто заявил, что вёл сознательную борьбу против диктатуры, за гражданскую и политическую свободу. Он был приговорён к смертной казни и расстрелян 28 апреля 1951 года в Москве. Остальные получили длительные — от 10 до 25 лет — сроки заключения в советских лагерях.
В 1953—1955, в контексте постепенной нормализации отношений между СССР и ФРГ члены Группы Бельтера были амнистированы, возвращены в ГДР и оттуда перебрались в ФРГ. (Вернер Гумпель стал профессором экономики Мюнхенского университета, Ханс-Дитер Шарф — профессором химии в Рейнско-Вестфальском техническом университете, Зигфрид Енкнер — профессором политологии Ганноверского университета).

## Память в современности. Награждение. Сравнения с«Белой розой»
На протяжении четырёх десятилетий группа Бельтера оставалась малоизвестной. В ГДР, СССР и других странах «Восточного блока» упоминания о ней были строго табуированы. На Западе, особенно в ФРГ, они также не поощрялись — официальный Бонн стремился налаживать отношения с властями ГДР. Вернер Гумпель, рассказавший в ФРГ об организации, даже подвергался критике за «разжигание настроений холодной войны». Информация о Группе Бельтера стала широко доступной лишь в последние месяцы существования ГДР.
В Лейпцигском университете была издана монография. Опубликованы воспоминания Ханса-Дитера Шарфа, организована передвижная выставка Erschossen in Moskau — «Расстрел в Москве». 1 июля 2005 года посетивший Москву Петер Эберле возложил венок к братской могиле на Донском кладбище, в которой похоронен Герберт Бельтер.
В 2007 году Зигфрид Енкнер, Вернер Гумпель, Отто Бахман, Петер Эберле, Гюнтер Херман были награждены орденом «За заслуги перед ФРГ». При вручении награды премьер-министр Саксонии христианский демократ Георг Мильбрадт поблагодарил членов Группы Бельтера за их «мужественную борьбу против подавления разума, ради лучшего общества».
В современной Германии распространено сравнение антикоммунистической группы Бельтера с антинацистской Белой розой 1942—1943.

Зигфрид Енкнер и другие студенты были репрессированы за то же, что брат и сестра Шолль в Третьем рейхе всего восемью годами ранее: они распространяли листовки и боролись за свободу. О борьбе «Белой розы» против преступного режима национал-социалистов знает почти каждый немец. Но едва ли многие знают историю «Группы Бельтера».

С 2009 года в Лейпцигском университете ежегодно проводятся мероприятия памяти Герберта Бельтера и его организации.